# Lehnice

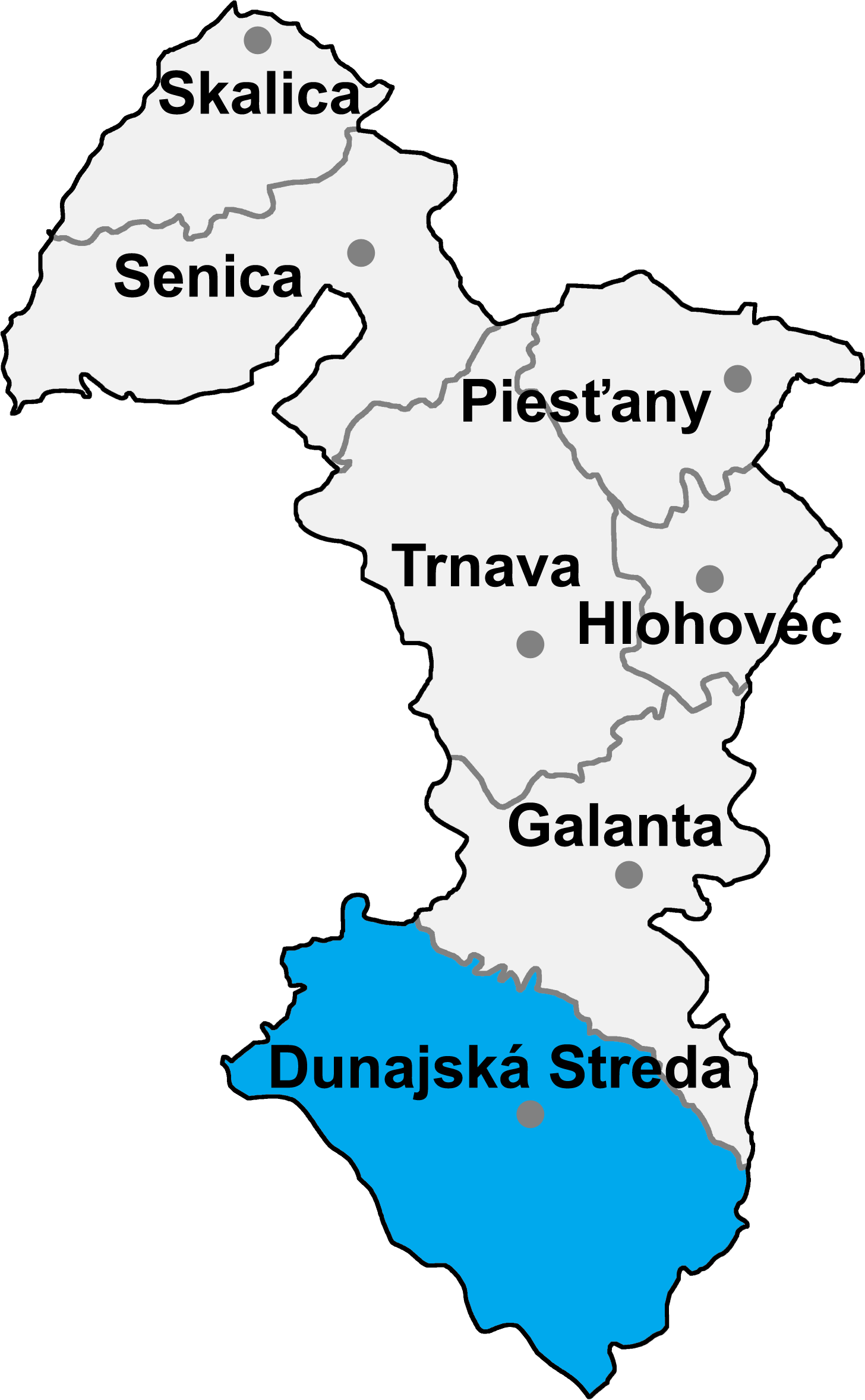
Localização de Dunajská Streda (distrito) na Trnava (região)

O Distrito eslovaco de Lehnice é um dos sessenta e quatro municípios que formam a Distrito de Dunajská Streda, situada em Região de Trnava, Eslováquia.

## Demografia
| Ano:        | 1994 | 2004   | 2014   | 2024    |
| ----------- | ---- | ------ | ------ | ------- |
| Broj ljudi: | 2246 | 2432   | 2576   | 3323    |
| Razlika:    |      | +8,28% | +5,92% | +28,99% |

| Ano:               | 2023 | 2024   |
| ------------------ | ---- | ------ |
| Número de pessoas: | 3243 | 3323   |
| Diferença:         |      | +2,46% |